# Robert Habeck
Robert Habeck, nemški politik in pisatelj; * 2. september 1969, Lübeck.
Od 27. Januarja 2018 je zvezni predsednik stranke Zveza90 / Zeleni skupaj z Annaleno Baerbock. Aprila 2021 ju je Zvezni izvršni odbor Zelenih predlagal za vodilno dvojico na zveznih volitvah leta 2021 - Baerbock pri tem za kandidatko za mesto kanclerja.
Leta 2009 je Habeck bil prvič izvoljen v deželni parlament Schleswig-Holsteina na deželni listi Zelenih in postal predsednik parlamentarne skupine. Na predčasnih volitvah leta 2012 je kandidiral kot najvišji kandidat svoje stranke. Po teh volitvah je bil Habeck do leta 2017 namestnik predsednika vlade in minister za tranzicijo energije, kmetijstvo, okolje in podeželje. Po deželnih volitvah leta 2017 je bil 28. junija 2017 ponovno imenovan za podpredsednika vlade in ministra za energetsko tranzicijo, kmetijstvo, okolje, naravo in digitalizacijo. Po izvolitvi za zveznega predsednika Zelenih januarja 2018 je ministrsko funkcijo opravljal le začasno do avgusta 2018. Habecka štejejo med "Realos" stranke. 

## Izobraževanje
Habeck je maturiral leta 1989 na šoli Heinrich Heine v Heikendorfu v okrožju Plön. Po civilnem služenju roka nekdanjem Hamburškem Društvu spastikov (danes Zveza staršev Življenje s prizadetostju Hamburgu)  je v poletnem semestru 1991 magistriral iz usmeritev filozofije, nemščine in filologije na Univerzi Alberta-Ludwiga v Freiburgu v Breisgauu  in po vmesnem izpitu študiral v zimskem semestru 1992/93 na Univerzi v Roskildeju na Danskem.
Leta 1996 je Robert Habeck magistriral na univerzi v Hamburgu z dizertacijo o pesmih Casimirja Ulricha Boehlendorffa (1775-1825),, ki jo je leto kasneje pa objavil v knjižni obliki.  Od leta 1996 do 1998 je Habeck absolviral študij za promocijo na univerzi v Hamburgu in leta 2000 doktoriral iz filozofije z disertacijo o literarni estetiki. 

## Zasebno
Leta 1996 se je Habeck poročil s pisateljico Andreo Paluch, s katero sta se spoznala med študijem. Z njo ima štiri odrasle sinove. 1999 se je družina preselila v Lüneburg, leta 2001 pa v Flensburg. Habeck tekoče govori dansko.
Robert Habeck je odraščal v krščanski družini, vendar ne pripada nobeni veroizpovedi, sam se ima za "posvetnega kristjana".

## Pisatelj
Od leta 1999 sta Robert Habeck in Andrea Paluch aktivna kot svobodna pisatelja in objavljata skupaj.  V intervjujih poudarjata, da je njuno dvojno avtorstvo zavestna odločitev za zamisel življenja skupaj. Robert Habeck (z Andreo Paluch) je poleg knjig za otroke in prevodov angleške poezije izdal romane Smrt Hauke Haien (2001), Krik hijen (2004), Dan ko sem srečala svojega mrtvega moža (2005), Dve poti v poletje (2006), Pod gulijem leži morje (2007) in Poletni GIG (2009).
V Habeckovih romanih, ki jih je spisal z Andreo Paluch, je jasno viden skandinavski in angleški literarni vpliv. Ponavljajoč se motiv v romanih je vprašanje vplivov, ki oblikujejo človeka, in napetosti med svobodo in determiniranostjo. Decembra 2008 je bila v gledališču v Kielu uprizorjena premiera njunega dela z naslovom Devetnajst osemnajst o vstaji mornarjev. Leta 2008 so posneli roman Dan, ko sem srečala svojega mrtvega moža. 

## Politična dejavnost

### Začetki v lokalni in državni politiki
Leta 2002 je Habeck postal član stranke Zveza 90 / Zeleni. Od leta 2002 do 2004 je bil predsednik okrožja v Schleswig-Flensburgu, leta 2004 je postal predsednik regionalne organizacije Zveza 90 / Zeleni zvezne dežele Schleswig-Holstein in je bil na tej funkciji do leta 2009.  2006 je Habeck kandidiral za članstvo v zveznem predsedstvu, vendar je bil poražen. Na lokalnih volitvah v Schleswig-Holsteinu leta 2008 je bil vodilni kandidat za Zelene v okrožju Schleswig-Flensburg, avgusta pa je postal vodja parlamentarne skupine v okrožnem parlamentu Schleswig-Flensburg.

### Vodilni kandidat na državnih volitvah 2009 in 2012
Leta 2009 sta bila Habeck in Monika Heinold izvoljena za vodilna kandidata na deželnih volitvah v Schleswig-Holstein. Po volitvah je Habeck postal vodja poslanske skupine v deželnem parlamentu. Parlamentarni skupini Zelenih in stranke SSW (Stranka volilcev južne Schleswig) sta se zaradi rezultatov volitev pritožili na deželno ustavno sodišče države, ki je avgusta 2010 odločilo v njuno korist.  Na predčasnih državnih volitvah leta 2012 je bil Habeck spet izbran za vodilnega kadidata.

### Deželni minister v Schleswig-Holsteinu (2012-2018)
Po volitvah leta 2012 je bil Habeck imenovan za namestnika predsednika in ministra za tranzicijo energije, kmetijstvo, okolje in podeželje. Habeck je posebno pozornost namenil energetskemu prehodu. Obnovljivi viri energije v deželi Schleswig-Holstein so se v prvem mandatu Habecka s 5,3 gigavatov v letu 2012 zvišali na 10,1 gigavatov v letu 2016.  Poleg tega je bila zaradi odklonilnega stališča deželne vlade ustavljena gradnja načrtovane elektrarne na premog Brunsbüttel.  
Maja 2015 je Evropska komisija sprejela Deželni program za podeželje 2014 do 2020, ki so ga razvili pod vodstvom Habecka.  Zagotavlja financiranje kmetom, ki se ukvarjajo ali pa se v ekološko kmetovanje želijo preusmeriti. Ekološko obdelano območje v Schleswig-Holsteinu je med leti 2014 in 2017 naraslo za 50 odstotkov. 
Drug politični uspeh je bil tako imenovani "mir za školjke" julija 2015, sporazum o naravi prijazni gojitvi školjk. 
Po oblikovanju jamajške koalicije CDU, FDP in Zelenih po deželnih volitvah v Schleswig-Holsteinu leta 2017 je bil Robert Habeck. 28. junija 2017 imenovan za ministra za tranzicijo energije, kmetijstvo, okolje, naravo in digitalizacijo.  Tudi v drugem mandatu je večkrat zagovarjal nadaljnjo izgradnjo obnovljivih virov energije.  

### Volitve za kandidata stranke za zvezne volitve 2017
Maja 2015 je Habeck napovedal, da bo na primarnih volitvah Zelenih kandidiral za glavnega kandidata za zvezne volitve.  Prijavni govor za kandidaturo za mesto v dvojnem vodstvu zveznega izvršnega odbora je imel na državni konferenci Zelenih v Neumünstru aprila 2016.  Na volitvah so ga mediji imeli za outsiderja, prejel pa je 35,74 % glasov, tako da ga je premagal Cem Özdemir s 35,96 % za malenkost premaga; na tretjem mestu je bil Anton Hofreiter z 26,19 % - ker volitve v drugi krog niso bile načrtovane, je zadostovala navadna večina.  Na zveznih volitvah nato ni kandidiral.
Po zveznih volitvah 2017 bil je eden od zelenih pogajalcev pri sondiranju za jamajka koalicijo, ki pa se ji je FDP po dolgih pogajanjih odpovedala.

### Predsednik Zelenih (od 2018)
27. dne. 1. januarja 2018 sta bila Habeck in Annalena Baerbock izvoljena na mesto zveznih predsednikov stranke Zveza 90 / Zeleni.  Maja 2018 je Habeck odstopil s položaja ministra v Schleswig-Holsteinu, saj je v skladu s statutom zelene stranke članstvo v zveznem izvršnem odboru nezdružljivo z ministrskim uradom.  To točko statuta je kongres stranke januarja 2018 priredil, da Habecku omogoči prehodno obdobje do osmih mesecev.  31. avgusta 2018 je Habeck odstopil in tudi vrnil poslanski mandat v deželnem parlamentu.
16. Novembra 2019 sta bila Habeck in Baerbock potrjena na njunem položaju še za dve leti. 

### Volitve v Bundestag 2021
Julija 2020 je Habeck napovedal, da bo na zveznih volitvah leta 2021 kandidiral kot neposredni kandidat za volilno enoto Schleswig - Flensburg.  Za to kandidaturo so ga zeleni v volilni enoti potrdili aprila 2021. 
Na njegov predlog in predlog Annalene Baerbock je zvezni odbor Zelenih aprila 2021 odločil, da za stranko Baerbock kandira za mesto kanclerja na zveznih volitvah leta 2021.  Habeck se je tako odpovedal kandidaturi za kanclerja, a skupaj s kandidatko vodi volilno kampanjo. 

## Politična stališča

### Energetska in okoljska politika
Leta 2013 je Habeck izjavil, da je dežela Schleswig-Holstein pripravljena začasno skladiščiti zaboje Castor iz Sellafielda v Brunsbüttelu; s tem se niso strinjali vsi člani deželne vlade.  Od leta 2014 do 2016 je bil kot član državne vlade tudi polnopravni član Komisije za skladiščenje visoko radioaktivnih odpadkov (t.i. Komisija za odlagališča).  Kar se jodlagališča jedrskih odpadkov v Nemčiji tiče, je Habeck menil, da lokacije v Gorlebnu "ni mogoče izključiti iz političnih razlogov .... Komisija [odlagališča] je bila ustanovljena pod tem pogojem."  S tem je podprl kontroverzno odločitev konference zveznih delegatov Zelenih (BDK) iz leta 2012, kjer je s svojim predlogom uspel nekdanji zvezni minister za okolje Jürgen Trittin. 

### Varstvo narave in kmetijska politika
Habeck ima dolgoletne izkušnje v razpravah glede konflikta med lastniki pašnih živali in zakonsko zaščiteno populacijo volkov v Nemčiji. Lov na volka, knjiga o mladih na to temo, ki jo je napisal skupaj s svojo ženo Andreo Paluch, je izšla leta 2001 in leta 2019 doživela novo izdajo kot Klic volkov.  Kot državni minister v Schleswig-Holsteinu je moral skrbeti za ravnotežje interesov med ohranjanjem narave in kmetijstvom. Decembra 2018 je bilo v tisku govora o njegovem stališču glede konflikta. Zdelo se mu je mogoče, da bi bilo pametno odstreliti posamezne volkove, ki so bili dokazljivo "neprimerni". Po drugi strani pa po njegovem mnenju zahtevanih zgornjih meja ali sistematičnega odstrela živali za zaščito lastnikov živine ni imel za smiselne. V včasih grenkem sporu o volku, "gre le za zmago, ne za konsenz, " je želel drugačen slog politike. 
Habeck je večkrat poudaril, da je potrebno urediti staleže srnjadi, divjih prašičev in drugih kopitarjev z doslednim lovom, da bi tako kmetijstvu in gozdarstvu škodo zaradi divjadi obdržali na sprejemljivi ravni.    
Aprila 2016 je Habeck izrazil stališče, da narava sodobne živinoreje in s tem povezan zakol rejnih živali zaradi prehrane nima pomembne utemeljitve, saj je na voljo dovolj obilnih alternativ za hrano. 

### Notranja politika
Habeck se je večkrat zavzel za to, da se begunci evakuirajo iz taborišč na grških otokih.  
Novembra 2020 je Habeck predstavil načrt ukrepov proti islamističnim grožnjam z 11 točkami, ki ga je razvil skupaj z zelenima domačima politikoma Konstantinom von Notzom in Ireno Mihalic. Načrt predlaga dodatno osebje v organih, da se omogoči natančnejše spremljanje in doslednejše izvrševanje vseh obstoječih nalogov za prijetje. Ena od zahtev je bila tudi prepoved ustreznih salafističnih združenj. 
V intervjuju leta 2018 se je Habeck izrekel proti narodnostnemu pojmovanju ljudi, ki ga je jasno ločil od pojma državljanov po mednarodnem pravu. 

### Ekonomska in socialna politika
Februarja 2019 sta Habeck in Sven Giegold predstavila koncept skupnostnega sklada za izboljšanje starostne oskrbe v Nemčiji. Del bruto plače bi se moral samodejno stekati v sklad. Prav tako bi moralo biti mogoče se temu odreči ali pa prostovoljno vplačati več. Vlagati je treba le v etično, socialno in ekološko neškodljive projekte. Ob upokojitvi se prihranjeni denar nato izplača poleg zakonsko določene pokojnine. Na Švedskem na primer obstaja podoben model.  
Habeck je zagovornik berlinske zgornje meje za najemnine, ki jo vidi kot premostitev za čas, dokler se ne zgradi zadostno število stanovanj.  Med razpravo o razlastitev zasebnih stanovanjskih združenj, ki jo je sprožil referendum, je Habeck govoril tudi o tem, da "bi morala razlastitev biti naslednji korak, če drugi ukrepi ne bi imeli zadostnega učinka.  O tem stališču so v medijih intenzivno politično razpravljali, pa tudi kritizirali. Poleg raznih politikov iz Habeckove lastne stranke in političnih nasprotnikov iz CDU / CSU, FDP in SPD mu je ostro nasprotovalo tudi nemško združenje mest in občin, ki je razpravo o razlastitvah že označilo za škodljivo.  
V razpravi o dolžniški zavori konec leta 2019 je Habeck pozval k reformi, ki naj bi omogočila večje naložbe v infrastrukturo in varstvo podnebja.  Aprila 2020 je zaradi ekonomskih posledic pandemije COVID-19 predlagal naložbeni program v višini 500 milijard evro za obdobje desetih let, "da bi obnovili gospodarstvo in ga okrepili za krizne razmere". Cilj programa mora biti, da postaneta nemško gospodarstvo in nemška družba klimatsko nevtralna. 
Habeck se je ob škandalu Wirecard zavzel za strožja pravila za revizorje in reorganizacijo finančnega nadzora ter pozval k ustanovitvi centralne zvezne "finančne policije". 

### Kriza Covid-19
V intervjuju za Tagesspiegel konec maja 2020 je ob krizi ob Koroni Habeck menil, da je zdravstveno varstvo "morda prvič" pomembnejše od dobičkarskih interesov in gospodarske rasti. "Nauk mora biti, da svoje gospodarstvo načrtujemo tako, da bo služilo skupnim interesom in bo postalo odporno na krize." Varstvo okolja in podnebja sta del zdravstvene zaščite in skrbstva. "Čas za majhne kompromise je mimo. Vse stranke lahko razmišljajo na veliko višjem nivoju." Z denarjem, ki se mobilizira za krizno upravljanje, se je treba boriti tako proti krizi gospodarstva kot proti krizi podnebja. Ugovor, da bi omejitev hitrosti na nemških avtocestah omejevala svobodo, se po odločitvah v krizi zaradi Corone zdi naravnost smešen. "Če se ravna pogumno, se lahko na pripravljenost na spremembe globoko zakorenini. Ambiciozna politika je dobila drugo sapo. " 
Ob 6. Maja 2021 je zvezno vlado pozval, naj začasno deaktivira patente za cepiva proti koroni. 

### Dostava obrambnega orožja v Ukrajino
Med uradnim obiskom v Ukrajini na povabilo predsednika Vladimirja Selenskega maja 2021 je Habeck v intervjuju za Deutschlandfunk v zvezi s konfliktom v vzhodni Ukrajini zagovarjal izvoz nemškega obrambnega orožja za samoobrambne namene v Ukrajino (Medivacs, naprave za nočni vid, odstranjevanje orožja) , kar je tudi v delu njegove lastne stranke vodilo do kritičnih glasov. 

## Kritika
Januarja 2019 je Habeck doživel kritike, potem ko je na Twitterju objavil video, v katerem je sporočil, da bodo zeleni zagotovili, da bo Turingija po deželnih volitvah v Turingiji 2019 "odprta, svobodna, liberalna, demokratična dežela". Nekateri opazovalci so to izjavo razlagali, kot da po Habeckovem mnenju Turingija to ni. Podobno izjavo je dal že pred deželnimi volitvami na Bavarskem leta 2018, kjer je Bavarce pozval, naj "končajo izključno vladavino CSU, da bo demokracija končno zavladala v Svobodni državi". Habeck je nato priznal svojo napako in v izjavi zapisal, da je "mislil ostane, rekel pa postane - majhna razlika, velika napaka". Ta incident je skupaj s predtem objavljeno novico o kraji osebnih podatkov izkoristil kot priložnost, da briše svoja računa na Twitterju in Facebooku.  Svojo odločitev je utemeljil tudi z dejstvom, da se je Twitter "iz instrumenta demokratizacije razvil v instrument nasprotovanja" in "ni medij za resnični dialog". V prihodnosti bo raje govoril z drugimi v neposrednem pogovoru ali v "počasni digitalni komunikaciji". 

## Spisi
- Zemlja v meni. Pesmi. S fotografijami Jens Gedamke. R. Habeck, Heikendorf 1990, brez ISBN.
- Sanjsko slep. Občutek kot svoboda. SOLDI-Verlag, Hamburg 1990, ISBN 3-928028-04-9 .
- Pesmi Casimirja Ulricha Boehlendorffa: stilsko kritična preiskava, Königshausen in Neumann, Würzburg 1997, ISBN 9783826012808 .
- z Andreo Paluch: Smrt Haukeja Haiena. S. Fischer, Frankfurt na Majni 2001, ISBN 3-10-059010-4. Mehka vezava: Fischer-Taschenbuch-Verlag, Frankfurt na Majni 2003, ISBN 3-596-15976-8, nova izdaja broširana: Piper, München 2006, ISBN 3-492-24699-0 .
- Narava literature. Za žanrsko-teoretično utemeljitev literarne estetike , Verlag Königshausen & Neumann, Würzburg 2001, ISBN 3-8260-2066-9. (= Univ. Hamburg, disertacija 2000)
- z Andreo Paluch: Lov na volka. Piper, München 2001, revidirana nova izdaja: Ruf der Wölfe, Edel Kids Books, Hamburg 2019, 158 strani, ISBN 978-3-96129-092-5 .
- z Andreo Paluch: Krik hijen. Piper, München 2004, ISBN 3-492-04611-8. Mehka vezava : Piper, München 2005, ISBN 3-492-24381-9.
- z Andreo Paluch: Dan, ko sem spoznala svojega pokojnega moža. Piper, München 2005, ISBN 3-492-04706-8 .
- z Andreo Paluch: Dve poti v poletje. Patmos, Düsseldorf 2006, ISBN 3-7941-8046-1 .
- z Andreo Paluch: Morje leži pod gulijem. Patmos, Düsseldorf 2007, ISBN 3-7941-8071-2 .
- Zmedeni očetje - ali: kdaj je moški moški? Gütersloher Verlagshaus, Gütersloh 2008, ISBN 978-3-579-06989-0 .
- z Andreo Paluch: 1918 - Revolucija v Kielu: Z igro "Devetnajst osemnajst". Boyens, Heide 2008, ISBN 978-3-8042-1264-0 .
- z Andreo Paluch: SommerGIG. Patmos, Düsseldorf 2009, ISBN 978-3-7941-7075-3 .
- Domoljubje: levi zagovor. Založba Gütersloher, Gütersloh, 1 Izd., 2010, ISBN 978-3-579-06874-9.
- Kdo tvega, začne. Politika in jaz. Kiepenheuer & Witsch, Köln 2016, ISBN 978-3-462-04949-7 .
- Kdo bi lahko bili. Zakaj naša demokracija potrebuje odprt in raznolik jezik. Kiepenheuer & Witsch, Köln 2018, ISBN 978-3-462-05307-4 .
- Od tu naprej drugače. Politična skica. 2. Edition. Kiepenheuer & Witsch, Köln 2021, ISBN 978-3-462-05219-0 .

## Nagrade
- 1996: Nagrada za literarne prevode mesta Hamburg
- 2002: Nagrada za scenarij dežele Schleswig-Holstein
- Marec 2007: Nominacija dveh poti poleti za nemško mladinsko knjižno nagrado
- Julij 2007: Knjiga meseca na lestvici najboljših Deutschlandfunk Nove knjige za otroke in mladino "Najboljših 7 za mlade bralce"

## Odziv
- Stefan Berkholz: "Ne gre za poostritev" - Robert Habeck: Od pisatelja do politika. SWR2, 1. September 2019.

literatura
- Claudia Reshöft: Robert Habeck. Ekskluzivna biografija. FinanzBook Verlag, München 2020, ISBN 978-3-95972-291-9 .

dokumentarni film
- Baerbock in Habeck - na tečaju za kanclerstvo? Falko Korth in Reinhold Beckmann, NDR TV 2020.

## Spletne povezave
- Literatur von und über Robert Habeck
- Kurzbiografie und Rezensionen zu Werken von Robert Habeck
- Uradna spletna stran in spletni dnevnik
- Robert Habeck pa tudi parlamentarne pobude
- Christoph Amend, Jochen Wegner (23. april 2018). »Robert Habeck, ist die Welt noch zu retten – und die Grünen auch?«. Alles gesagt? Interviewpodcast von Zeit Online. Pridobljeno 20. septembra 2020.
- Vodja Zelenih Habeck za evropsko politiko: "Joj, kakšna poteza" Robert Habeck v intervjuju z Barbaro Junge in Ulrichom Schultejem v dnevnem časopisu (taz) iz dne 28. December 2018.
- Georg Löwisch, Ulrich Schulte (10. januar 2020). »Grünen-Chefs über Macht: „Wir versuchen, es anders zu machen"«. Die Tageszeitung (taz). Pridobljeno 12. januarja 2020.Annalena Baerbock und Robert Habeck im Doppel-Interview